# شركة وقفية
شركة وقفية أو الشركة الوقفية هي عقد مشاركة في رأس المال بين وقفين أو أكثر في مشروع يستهدف الربح لتسبيل الربح الناتج منها، وتهدف لتوسيع دائرة إدارة أصول الأوقاف وضبط ممارسات مديري الشركات والنظار وضبط جودة العمل التجاري وعدم ضياع الوقف، وتم انشاؤها لتوثيق الأوقاف في الجهات القضائية، ولكي لا تتعطل مصالح الأصول، ومن أبرز خصائصها، انتفاء العنصر الشخصي في ملكية الشركة، وتمتلك الشركة الوقفية للأصول "ابتداءً أو بالشراء أو بالهبة أو التبرعات"، وعليه فإن ملكية الشركة الوقفية هي في حكم ملك الله، سواءً كان الموقوف عليه جهات محصورة أو غير محصورة أو أفراداً معينين.
التعريف الإفرادي:
الشركة: من (شرك) ويقال شاركت فلاناً في الشيء إذا صرت شريكه، وأشركت فلاناً، إذا جعلته شريكاً لك، قال الله في قصة موسى {وأشركه في أمري} والشركة هي اختلاط النصيبين بقصد الربح ، أو اختلاط النصيبين فصاعداً بحيث لا يعرف أحد النصيبين من الآخر.
الوقف: هو تحبيس الأصل وتسبيل المنفعة.
التعريف المركب:
الشركة الوقفية: هي اجتماع أصول وقفية وإدارتها بهدف الإتجار بها، وفقًا للأنظمة التجارية، أو هي عقد مشاركة في رأس المال بين وقفين أو أكثر في مشروع يستهدف الربح لتسبيل الربح الناتج منها.

## أهداف إنشاء الشركات الوقفية
1. إتساع دائرة إدارة أصول الأوقاف لتشمل التجارات المتعددة والدخول في المناقصات والأعمال الكبرى التي تحقق من خلالها موارد مالية تسهم في رفع أصول الوقف وبالتالي نماء الغلة.
2. ضبط ممارسات مديري الشركات والنظار على الأوقاف لتكون تحت متابعـة النظام.
3. أن يكون للوقف شخصية حكمية مستقلة عن النظار والمستفيدين من الوقف.
4. إلزام الشركات الوقفية بحوكمة الشركات ومـا فيهـا مـن جانـب رقـابي، وضبط لجودة العمل التجاري بما يحقق الفائدة القصوى من أصول الوقف.
5. عدم ضياع الوقف، لارتباطه بالتسجيل التجاري، واشـتهاره أمـام النـاس، وتوسيع دائرة المستفيدين من أصوله بخلاف مصرف الوقف، حيث يلتزم بالتوظيف والمشاركة في التنمية المجتمعية.[5]

## مزايا الشركات الوقفية المساهمة
حددت المواد (٤٨-٥٠) وصف الشركة المساهمة عن غيرها، بـأن حـددت أن رأس مال الشركة المساهمة ينقسم إلى أسـهم متـساوية القيمـة وقابلـة للتـداول، ولا يـسأل الشركاء فيها إلا بقدر قيمة أسهمهم، وبالتالي فمن أهم مزاياها:
1. لا يقل عدد الشركاء عن خمسة.
2. لا يقل رأس مال شركة المساهمة عن مليوني ريال سـعودي، عـلى أن يكـون قيمة السهم عشرة ريالات سعودية عند التأسيس.
3. للشركة جمعية عمومية يحضرها من يملك عددًا محددًا من الأسهم لا يقل عن عشرة، ويجري فيها التصــويت على قـرارات الـشركة، ويعـين مجلـس إدارة يحدد فيه رئيس المجلـس والعـضــو المنتـدب، وصـــلاحياتهم ومكافـآتهم المالية.
4. لابد للشركة من عقد تأسيس، بالإضافة لنظام أساسي يكون متوافقًا مع نظـام الشركات الـسعودية، وفيـه تحديـد أغـراض الـشركة وحـصص الـشركاء وصلاحيات مجلس الإدارة.

## أسباب إنشاء الشركات الوقفية
1. ضياع الكثير من الأوقاف وخاصة بعد وفاة الواقف او الناظر الأول.
2. عدم توثيق هذه الأوقاف في الجهات القضائية.
3. تعطل مصالح الأصول، وبالتالي عدم الانتفاع ووجود الثمرة.
4. عدم تحمل النظارة على الوقف، خاصة بعد الجيل الأول للنظارة، وذلك عائد لتنزه كثير من النظار عن أخذ الأموال على النظارة وبالتالي الهروب عنها، مع أن المصلحة تقتضي العناية بها وأخذ ما شرطه الواقف أو ما جرت به العادة.[5]

## خصائص الشركة الوقفية
1. انتفاء العنصر الشخصي في ملكية الشركة.
2. جميع الشركاء في الشركة الوقفية هي كيانات وقفية.
3. الشركة الوقفية شركة أموال.
4. مسؤولية الوقف الشريك في الشريكة الوقفية تكون بقدر حصته من رأس المال.
5. عدم قابلية الحصص أو الأسهم للتداول.[6]

## الفروق بين الشركة الوقفية والشركة التجارية
1. انتفاء العنصر الشخصي في ملكية الشركة الوقفية، بخلاف الشركة التجارية التي قد تضم شخصيات عادية أو شخصيات اعتبارية في ملكية الشركة.
2. لا يمكن أن تكون الشخصية الاعتبارية في ملكية الشركة الوقفية سوى أوقاف أو كيانات أو سجلات تملكها أوقاف، بخلاف الشركة التجارية فإن الشخصيات الاعتبارية في ملكية الشركة قد تكون من الأوقاف وقد تكون من شركات أو مؤسسات تجارية قائمة أو مؤسسات وهيئات حكومية وغيرها.
3. يلزم في تأسيس الشركة الوقفية وجود رأس مال موقوف، بخلاف الشركة التجارية فقد تكون شركة أموال أو شركة أعمال بلا رأس مال، مثل شركة الأبدان.
4. تتم إدارة الشركة الوقفية من خلال ناظر أو مجلس نظارة، جرى تسميته وبيان حدود صلاحياته وآلية انتقال النظارة منه إلى غيره بواسطة الواقف، من خلال صكوك أوقاف مثبتة شرعاً ونظاما، بخلاف الشركة التجارية التي تدار بواسطة مجلس إدارة يتم تسميتهم وتعيينهم من أعضاء الجمعية العامة في الشركات المساهمة، أو التي تدار من الشركاء أنفسهم كما في شركة التضامن وغيرها، على التفصيل المذكور في نظام الشركات.
5. توزع الأرباح في الشركة الوقفية على مستحقين يحددهم الواقف في صكوك الوقفية، بخلاف الشركة التجارية فإن الأرباح تستحق للشركاء أو المساهمين في الشركة، سواءً أكانوا أشخاصاً عاديين أم اعتباريين.[6]

## الفروق بين الشركة الوقفية والأوقاف الأخرى
1. أن الشركة الوقفية قد اكتسبت الصفة التجارية من خلال تملكها لسجل تجاري، بخلاف الأوقاف الأخرى التي لم تكتسب صفة تجارية.
2. اكتساب الصفة التجارية للشركات الوقفية أتاح لها تنمية أصولها من خلال ممارسة الاستثمارات المتنوعة، بخلاف الأوقاف الأخرى التي تعتمد على تنمية أصولها من خلال شراء أصول أخرى بجزء من ريعها.
3. في الشركة الوقفية تكون الأصول متنوعة عادة ما بين عقارات ومنقولات وأوراق مالية وأصول إنتاجية ونحو ذلك، ولذا فهي خيار مناسب للواقفين من ذوي الاستثمارات المتنوعة، بخلاف الأوقاف الأخرى التي قد تكون عقارات فقط أو منقولات من نوع واحد، ونحو ذلك فتناسب ملاك ذلك النوع.
4. تخضع الشركة الوقفية لأحكام الوقف وللنظام التجاري معاً، بخلاف الأوقاف الأخرى التي لا تخضع إلا لأحكام الوقف وأنظمته.
5. تملك الشركة الوقفية عروض تجارة تعد للنماء وزيادة رأس المال، بخلاف الأوقاف الأخرى التي تكون أصولها محبسه.[6]

## طرق تملك الشركة الوقفية للأصول
- أولا: تملك الشركة الوقفية للأصول ابتداء: من خلال الحصص العينية أو النقدية المقدمة كرأس مال للشركة أثناء عقد التأسيس، من الوقف مباشرة أو من السجل التجاري المملوك للوقف.
- ثانيا: تملك الشركة الوقفية للأصول بالشراء: من خلال قيام الشركة الوقفية بشخصيتها الاعتبارية بشراء أصول عينية كعقارات ونحوها، أو الاستحواذ على حصص في شركات أخرى.
- ثالثا: تملك الشركة الوقفية للأصول بالهبة أو التبرعات: من خلال قيام الشركة الوقفية بقبول الهبات والتبرعات التي ترد إليها من آخرين، سواءً كانت تلك الهبات أوراقاً مالية، أو أصولاً عينية، أو سجلات تجارية لمؤسسات وشركات، تنازل عنها أصحابها لصالح تلك الشركة.[6]

## ملكية الشركة الوقفية
اتفق أهل العلم على أن الوقف إذا كان على جهة فإن العين الموقوفة تنتقل إلى حكم ملك الله تعالى، واختلفوا في ملكية العين الموقوفة إذا كانت على معين لأربعة أقوال:  
- القول الأول: أن العين الموقوفة خرجت عن ملك صاحبها إلى حكم ملك الله تعالى، وهو مذهب الحنفية والشافعية، ورواية عند الحنابلة.[18][19]
- القول الثاني: أن العين الموقوفة باقية على ملك الواقف، وهو مذهب المالكية، وقول عند الشافعية، ورواية عند الحنابلة.[20][21][22][23][18][19]
- القول الثالث: أن العين الموقوفة قد خرجت عن ملك صاحبها، وانتقلت إلى ملك الموقوف عليه، وهو وجه عند الشافعية،[22][23]، ومذهب الحنابلة.[18][24]

والقول الراجح: الذي يترجح هو قول الجمهور من أن العين الموقوفة تنتقل ملكيتها إلى حكم ملك الله تعالى، ويؤيد ذلك أن قول النبي صلى الله عليه وسلم في الحديث حبس الأصل "على أنه لا يباع ولا يوهب ولا يورث"، وهذا فيه دلالة على أن العين الموقوفة لا يملكها الواقف ولا الموقوف عليه، إذ أن من لوازم الملك حق البيع والهبة والإرث، وكلها منتفية في العين الموقوفة.
عليه فإن ملكية الشركة الوقفية هي في حكم ملك الله تعالى، سواء كان الموقوف عليه جهات محصورة أو غير محصورة، أو أفرادا معينين.

## شروط وضوابط تأسيس الشركة الوقفية
1. أن يكون الشريك وهو الوقف ناجزاً قد اكتمل شروطه، وصدر له صك شرعي بذلك.
2. أن يكون في تأسيس الشركة الوقفية مصلحة لأصل الوقف وتنمية له.
3. أن ينص في تأسيس الشركة الوقفية على نوعها وما يدل على وقفيتها، لمراعاة ضوابط مسؤوليتها وأحكام زكاتها.
4. أن يكون رأس مال الشركة معلوماً وحاضراً، سواء ًكان من النقود أو العروض.
5. أن يكون رأس مال الشركة محبساً، ولا يباع إلا وفق أحكام النقل والاستبدال للأوقاف.[6]

## إجراءات تأسيس الشركة الوقفية
1. يقوم الواقف بتحديد الأصل المراد وقفيته، مثبتاً في ذلك ملكيته له، محدداً مصارفه وضوابط تنميته، مسمياً لناظره، مبيناً لاختصاصاته وصلاحياته وأحكامه.
2. ينص الواقف في شرطه على حق الوقف بتأسيس كيانات من مؤسسات وشركات تكون مملوكة للوقف بالكامل، أو الاشتراك مع الغير في تأسيس تلك الكيانات، مبيناً أحكام ممثليها، وشروط تصفيتها أو الانسحاب منها، وضوابط زيادة أو خفض رأس مالها.
3. يثبت الواقف ذلك شرعاً لدى الجهة المختصة محكمة الأحوال الشخصية، ويصدر بذلك صكا للوقف.
4. يقوم ناظر الوقف باستخراج سجل تجاري للوقف من الجهة المختصة وزارة التجارة والصناعة، ويكون السجل التجاري مملوكا لصك الوقفية ذو الرقم والتاريخ.
5. يدون في السجل التجاري اسم مالكه وهو صك الوقفية، ويدون اسم المدير وهو الناظر أو وكيله.
6. يبرم السجل التجاري عقد مشاركة مع سجل تجاري آخر، مملوك لصك وقفي آخر، من خلال عقد تأسيس، يبين فيها نوع الشركة، ونشاطها، وحصة كل شريك، وغيرها من الأحكام.
7. تصدر جهة الاختصاص "وزارة التجارة والصناعة" قرارا بالموافقة على تأسيس الشركة الوقفية، ويتم نشر ذلك رسمياً حسب الأنظمة والتعليمات المتبعة.[6]

## نظام الشركة الوقفية
من خلال النظر في الـشركات المعـاصرة، نجد أن أبرز صورتين يمكن بهما تأسيس الشركات الوقفية هما:

### الصورة الأولى: الشركة ذات المسؤولية المحدودة
هي الشركة التي تتكون من شريكين أو أكثر، مسؤولين بقـدر حصصهم في رأس المال، ولا يزيد عدد الشركاء عن خمسين، وتتميز بالآتي:
1. عدد الشركاء لا يزيد عن (٥٠) شريكا.
2. تدار الشركة عبر مدير أو مديرين أو مجلس مديرين.
3. لا تنقضي الشركة بالوفاة أو الانسحاب.
4. يتم توثيق عقد التأسيس للشركة لدى كاتب العـدل المكلـف في وزارة التجـارة والصناعة، ومن ثم اعتماده من قبل الإدارة العامـة للـشركات التابعـة لـوزارة التجـارة والصناعة.
5. يتم الترخيص للـشركة بعـد موافقـة الإدارة العامـة للشركات فقط، ولا يشترط وضع نظام أساسي ويكتفى بتفصيلات عقد التأسيس ويمكن من خلال التالي تأسيس شركة وقفية.[5][25]

- المؤسسون: صك وقفية لا يقل عن اثنين ولا يزيد عن خمسين.
- الجمعية العمومية: هم نظار الوقف أو من يمثلهم.
- مجلس الإدارة: قد يكونون نظار الوقف أو غيرهم، ويـتم اختيـارهم مـن مجلـس نظارة الوقف من خلال الجمعية العمومية.
- رأس المال: لا يقل عن مليوني ريال، بغض النظر عن الاختلاف بين حصة الشركاء في الوقف.
- المدير/ المديرون/ مجلس المديرون: قد يكونون هم نظار الوقف أو غيرهم.[25]

### الصورة الثانية: الشركة الوقفية المساهمة
هي الشركة التي يكون رأس مالها مقسماً إلى أسهم متساوية قابلة للتداول، ولا يكون كل شريك فيها مسؤولاً إلا بمقدار حصته في رأس المال، ولا يقل عدد الشركاء في الشركة عن خمسة، وتتميز شركة المساهمة بالأتي:
1. تقسيم رأس المال في الشركة إلى أسهم متساوية في القيمة.
2. الأسهم في شركة المساهمة قابلة للتداول.
3. عدم مسؤولية الشريك في شركة المساهمة إلا بمقدار حصته من رأس المال.
4. عدم اكتساب الشريك المساهم صفة التاجر لمجرد انضمامه إلى الشركة.
5. تنشأ هذه الشركة عادة للقيام بالمشروعات الضخمة التي تحتاج إلى رؤوس أموال كبيرة.
6. وتكون هذه الشركة وقفية إذا كان كل شركائها من الأوقاف، وتسمى شركة وقفية مساهمة مقفلة.[29]

## وصلات خارجية
- الشركات الوقفية
- تأسيس الشركات الوقفية.
- الشركات الوقفية المعاصرة مقاصد وأثار